# Jason Quenneville

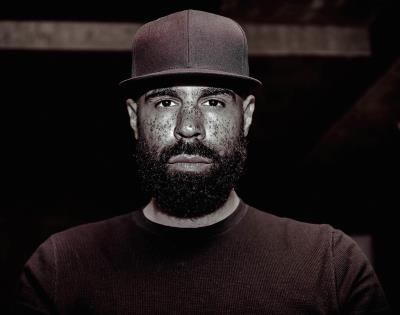
selfie de Jason Quenneville

Jason Quenneville (Toronto, 23 de fevereiro de 1982) é um produtor musical e compositor canadense. Como reconhecimento, foi nomeado ao Oscar 2016 na categoria de Melhor Canção Original por "Earned It" de Fifty Shades of Grey.